# Taucherschacht II

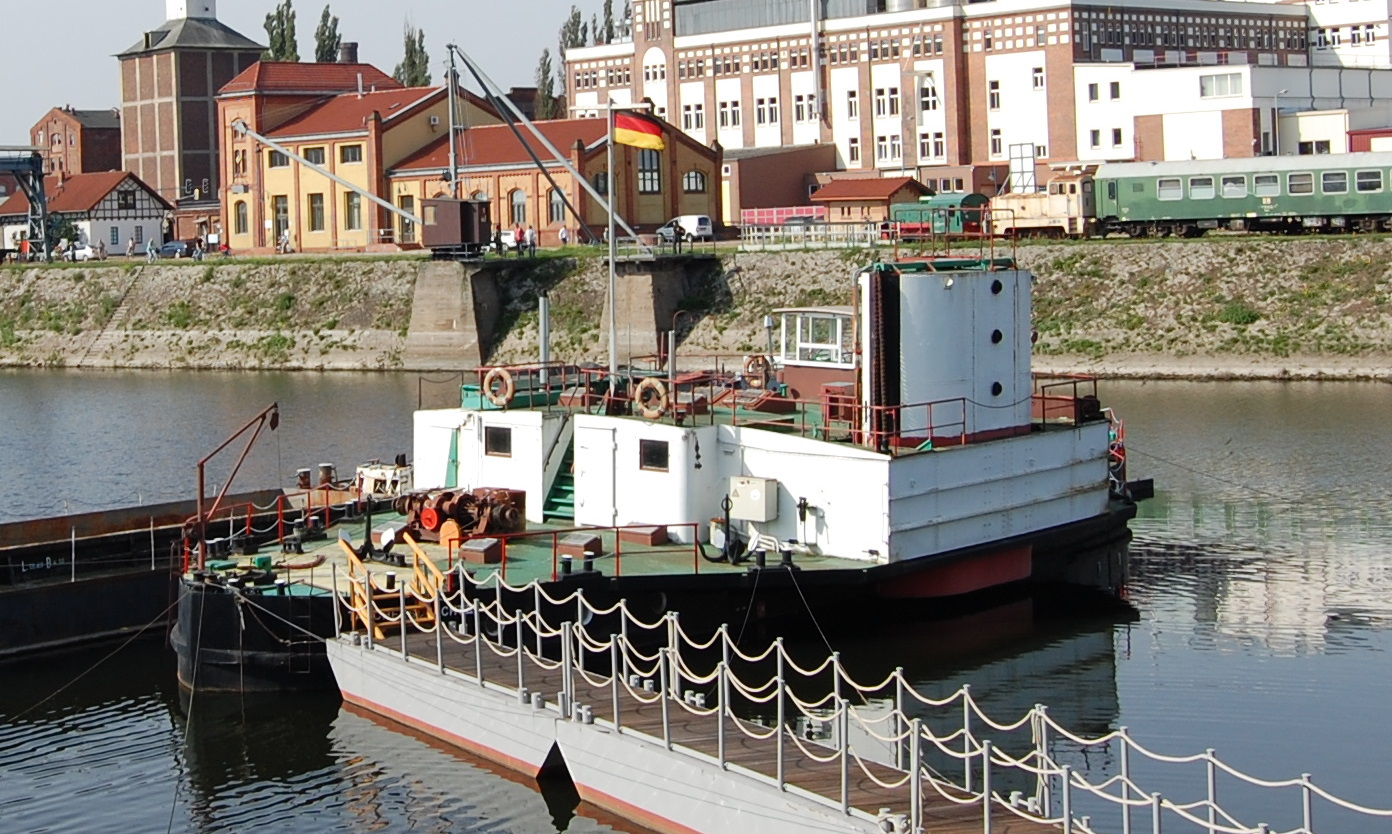
Taucherschacht II im Handelshafen Magdeburg, 2010

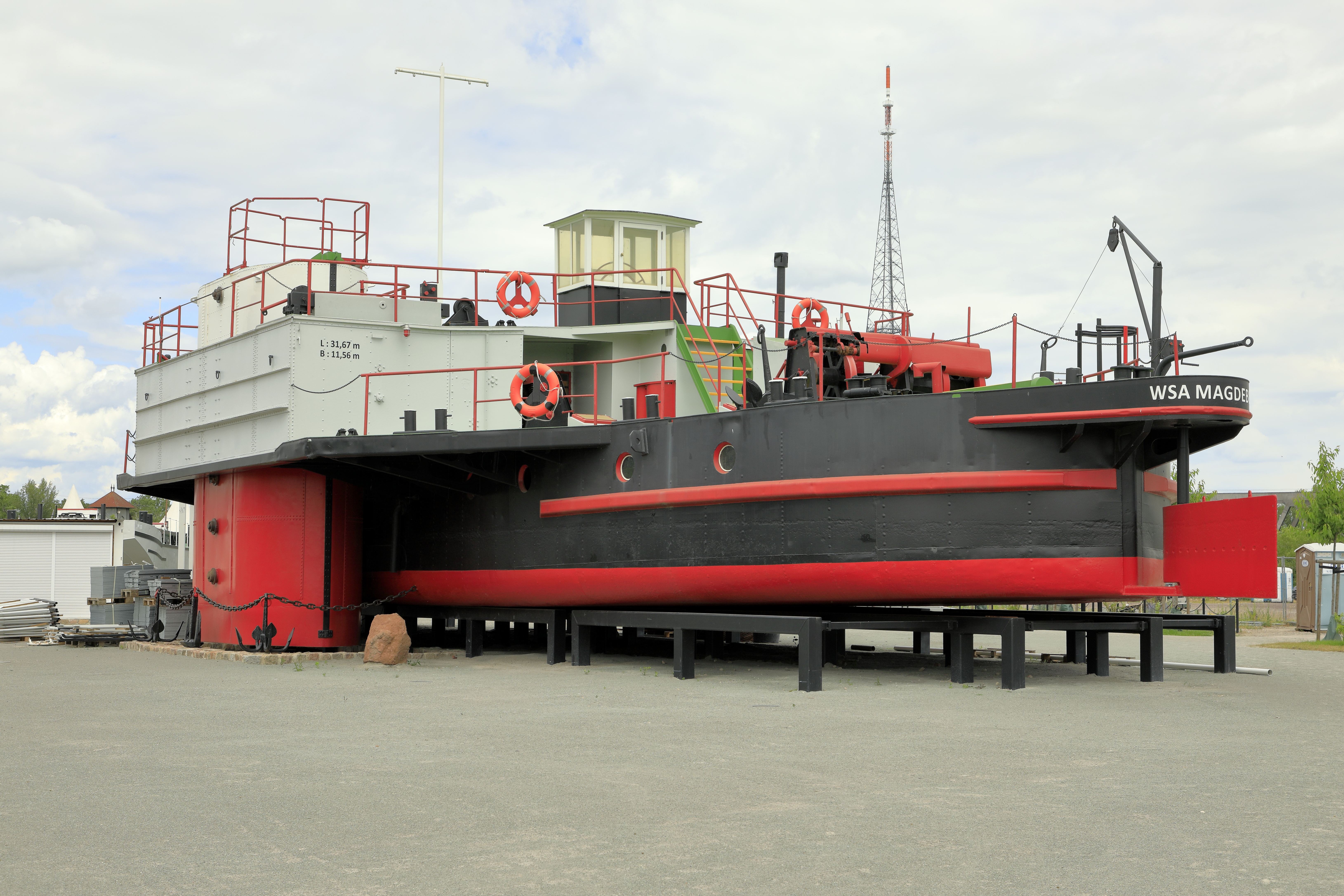
Taucherschacht II aufgepallt im zum Aufnahmezeitpunkt entstehenden Schiffsmuseum Magdeburg, Juni 2022

Der Taucherschacht II ist ein historisches Spezialschiff für Unterwasserarbeiten, das im Handelshafen Magdeburg zum Museumsschiff umgebaut wurde.
Der Taucherschacht, ein Caisson mit Luftüberdruck, wurde 1898 in der Berliner Werft Wenz & Co. gebaut. Mit seiner Hilfe waren Arbeiten in bis zu drei Metern Wassertiefe möglich. Ein vertikal bis auf diese Tiefe absenkbarer Schacht konnte mittels Druckluft wasserfrei gemacht werden. Insbesondere Arbeiten auf dem Flussgrund, zum Beispiel Vorbereitungen für Sprengungen, konnten so durchgeführt werden. Das Schiff verfügt über keinen eigenen Antrieb und musste daher zu den jeweiligen Einsatzorten geschleppt werden. Die bordeigenen Werkzeuge, so zum Beispiel Bohrmaschinen und Drucklufthämmer, wurden mittels einer an Bord befindlichen Dampfmaschine betrieben. 1971 wurde die Dampfmaschine durch einen Dieselmotor ersetzt. Die Umbauarbeiten fanden in einer Berliner Reparaturwerft statt.
2016 wurde in unmittelbarer Nähe des jahrelangen Liegeplatzes im Handelshafen ein Liegeplatz an Land vorbereitet, um den Taucherschacht II in das entstehende historische Schiffsmuseum zu integrieren und dort zu restaurieren. Die Sanierung wird als Arbeitsgelegenheit mit Mehraufwandsentschädigung vom Jobcenter Magdeburg finanziert. 2018 wurde der Taucherschacht II aus dem Wasser und auf die Unterkonstruktion gehoben. Er befindet sich im Handelshafen in direkter Nähe des bereits restaurierten Kettenschleppdampfers Gustav Zeuner und soll ab 2020 für Besucher zugänglich sein. Ebenfalls 2018 wurden der Eimerkettenschwimmbagger Otter sowie ein Leichter an Land gehoben, die wie der Taucherschacht II restauriert und zugänglich gemacht werden sollen.